# محمد بن البعيث
محمد بن البعيث بن حلبس الرُّبعي الأسديُّ (تُوفي في ذو القعدة سنة 235 هـ / منتصف سنة 850 م) المعروف أيضًا باسم ابن البُعَيْث. كان عامِلًا عبَّاسيًا على مدينة مُرَند، وشاعِرًا فصيحًا بالعربيَّة والفارسيَّة. قُبض عليه بعد الاشتباه في علاقاته الجيَّدة مع بابَك الخُرَّمِيُّ واستقرَّ في سامرَّاء تحت الإقامة الجبريَّة.
تمكن ابن البُعَيث من الفرار في عهد الخليفة المُتوكِّل وعاد إلى مدينته مُرَند وحاول تجميع أتباع ومُرتزقة إلا أنهُ قُبض عليه بعد حملة بُغا الشَّرابي وأُودع في السَّجن بعد أن عفى عنهُ الخليفة لإعجابه بشعره حتى تُوفي في السجن.

## سيرة شخصية

### خلفية
بعد الفتح الإسلامي لفارس، استولى حلبس (جده) على مدينةمُرَند والواقعة في بلاد أذْرَبيجان. ذكر المُؤرِّخ والجُغرافيُّ ابن خُرداذُبة الذي كتب عام 848 م يذكر مدينة مُرَند على أنها مدينة إقطاعية لمحمد بن البعيث.

### عهد المعتصم والواثق
بدأ ابن البُعَيث علاقة جيدة مع حركة بابَك الخُرَّمِيُّ، وحاول أن يكُون مُحايدًا بين الخليفة وبابك بهدف إيجاد الطرف الأقوى حيث كان يُراوغ بين الطرفين، إلا أنه انضم لاحقًا إلى الخليفة المعتصم بالله ضد الخُرَّمِيين من خلال القبض على أحد جنرالات بابك. إلا أن علاقته بالعباسيين لم تدم طويلاً بسبب استشباههم بتصرُّفاته وأهوائه، فقام القائد العبَّاسي إسحاق بن إبراهيم المُصعبي بالقبض عليه لكثرة مُراوغاته وتلاعبه وسجنهُ حتى توسَّط لهُ بعض القادة واشترط عليهم لإطلاق سراحه أن يبقى تحت الإقامة الجبريَّة في سامرَّاء، وهو ما جرى وبقي في المدينة حتى تمكَّن من الفرار في عهد خلافة المُتوكِّل.

### عهد المُتوكِّل
كان مُحَمَّد بن البُعَيث بن الجليس مُتمردًا على الخليفة، فجيء به أسيرًا من أذرُبَيْجان وحُبس، إلا أن الحارس عليه ويُدعى خليفة، أخبرهُ أن المُتوكِّل قد تُوفي، وأعد لهُ دواب، فهرب ابن البُعيث مع حارسه خليفة، واستطاعوا الوصول إلى موطن ابن البُعيث مَرَند، وكان لهُ قلعتان تُدعى إحداهُما شاهي وتقع وسط البُحيرة والأخرى يَكْدَر خارج البُحيرة.

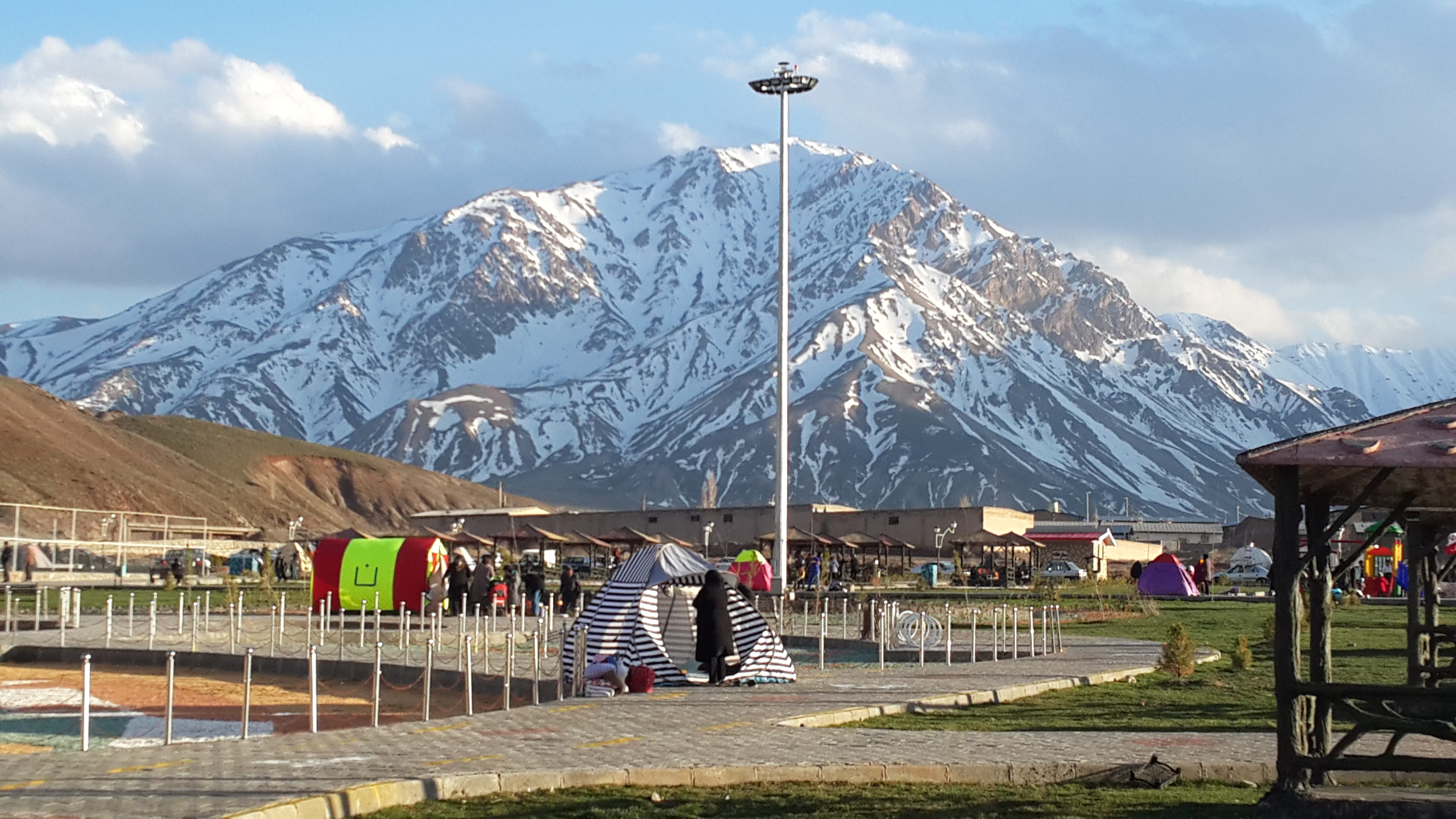
صورة من مدينة مُرَند، والواقعة في مُحافظة أذْرُبَيْجان الغَربيَّة الإيرانيَّة، والتي استقرَّ بها ابن البُعيث وتمرَّد على المُتوكِّل. صُورة تعود لعام 2015 م.

وبسبب عدم كفاءة والي أذرُبَيْجان ولعدم استطاعته النيل من ابن البُعيث، عزله المُتوكِّل وعيَّن حمدويه بن علي بن الفضل السَّعدي، فجمع الجُند والشَّاكِريَّة، حتى بلغوا عَشرةُ آلاف، واتَّجه لحرب ابن البُعيث، فحاصر السَّعدي مدينة مُرَند، وكان المدينة تمتلئ بالبساتين وعُيون الماء، فلمَّا طالت مدة الحصار، وجَّه المُتوكِّل زيرك التُّركي على رأس مائتي فارسًا من الأتراك، إلا أنهم فشلوا في تحقيق شيء، فبعث المُتوكِّل عمرو بن سيسل بن كال في تسعُمائة من الشَّاكِريَّة وفشل كذلك، إلا أنه والسَّعدي قطعوا ما حول المدينة نحوًا من مائة ألف شجرة كما يُروى، واستمرَّت الحرب نحو ثمانية شُهور، وكان أتباع ابن البُعيث يفتحون باب القلعة، فيخرجون ويُقاتلون ثم يعودوا إليها، كما كانوا يتدلُّون بالحِبال من السُّور معهم الرِّماح، حتى قرر أخيرًا المُتوكِّل إرسال بُغا الشَّرابي على رأس أربعة آلاف من الأتراك، والمغاربة، والشَّاكِيريَّة وأرسل إلى كِبار أصحاب ابن البُعيث بأمان المُتوكِّل، فوافق معظمهم، وفُتح باب القلعة، وخرج ابن البُعيث هارِبًا، فلحقتهُ كتيبة عبَّاسِيَّة واستطاعت أسره، وقد انتهب الجُنود منزله ومنازل أصحابه وبعض منازل أهل المدينة، ثُم نودي بالأمان، كما أُسر لابن البُعيث أختين وثلاث بنات وعدة أُسارى، وقد أمر بُغا الشَّرابي بالمُنادي لمنع النَّهب.
وقد قدِم بُغا الشَّرابي ومعهُ أسيرُه مُحَمد بن البُعيث، وأخواه صقر وخالد، ومائة وثمانون إنسانًا من وُجوه أصحابِه، إلى مدينة سُرَّ من رأى في شهر شوَّال 235 هـ / أبريل أو مايو 850 م، فأوقف مُحَمد بن البُعيث بين يدي الخليفة المُتوكِّل، فأمر بضرب عُنقِه، فجاء السيَّافُون وأحاطوه، فسأله المُتوكِّل عن سبب فعله، فقال ابن البُعيث:«الشَّقوة يا أميرُ المُؤمِنين، وأنت الحبلُ الممدود بين الله وبين خلقِه، وإن لي فيك لظنين أسبقهُما إلى قلبي أولاهُما بِك، وهو العفُو» ثُم نشدهُ شِعرًا بشكلٍ ارتِجاليّ قائلًا:
فعجَب المُتوكِّل لأدبِه، ثم عفا عن قتله وألقاهُ في السَّجن، ويُقال أن محمد بن المُتوكِّل شفَّع فيه، كما أُطلق سراح أبنائه وجواريه وتوفيت خالة لابن البُعيث بسبب فرحها الشديد، وقد تُوفي ابن البُعيث بعد دخول سُرَّ من رأى بشهر.

## وفاته
بعد أن اقتادهُ الجيشُ العبَّاسي إلى الخليفة المتوكل، أمر الخليفة بقطع رأس ابن البُعَيث. إلا أنه ألقى بعض الشعر العربي، وأذهل المتوكل من مواهبه الشعرية. وبعد ذلك سُجن وتوفي بها ولا يُعلم تاريخ وفاته على وجه الدقَّة لكن غالبًا في شهر ذو القُعدة سنة 235 هـ / يُونيو أو يُوليو 850 م.